# 113 a.C.

## Eventos
- Cneu Papírio Carbão e Caio Cecílio Metelo Caprário, cônsules romanos.[1][2]
- Começa a Guerra Címbrica, que durará até 101 a.C.:
  - Sob o comando de Carbão, os romanos sofrem uma humilhante derrota para cimbros e teutônicos na Batalha de Noreia.